# Lill-Abborrtjärnen (Offerdals socken, Jämtland)
Lill-Abborrtjärnen är en sjö i Krokoms kommun i Jämtland och ingår i Indalsälvens huvudavrinningsområde.